# Kanton Montfort-en-Chalosse
Kanton Montfort-en-Chalosse (francouzsky Canton de Montfort-en-Chalosse) je francouzský kanton v departementu Landes v regionu Akvitánie. Tvoří ho 21 obcí.

## Obce kantonu
- Cassen
- Clermont
- Gamarde-les-Bains
- Garrey
- Gibret
- Goos
- Gousse
- Hinx
- Louer
- Lourquen
- Montfort-en-Chalosse
- Nousse
- Onard
- Ozourt
- Poyanne
- Poyartin
- Préchacq-les-Bains
- Saint-Geours-d'Auribat
- Saint-Jean-de-Lier
- Sort-en-Chalosse
- Vicq-d'Auribat